# در راه من
در راه من (فرانسوی: Elle s'en va‎) یک فیلم در ژانر جاده‌ای، درام، و کمدی به کارگردانی امانوئل برکو است که در سال ۲۰۱۳ منتشر شد.

## بازیگران
- کاترین دنو
- کامی
- کلود ژانساک
- میلن دمونژو
- حفصیه حرزی
- والری لاگرانژ